# Elizabethtown (Nuovo Messico)
Elizabethtown è una comunità non incorporata della contea di Colfax nel Nuovo Messico, negli Stati Uniti. È situata fuori dalla New Mexico State Road 38, tra le comunità di Eagle Nest e Red River. Elizabethtown si trova poco ad est della foresta nazionale di Carson. La località, un tempo una città dedita all'industria mineraria, si trova a nord-est dei Monti Scully e ad ovest dei Monti Baldy.

## Storia
Per lo più una città fantasma oggigiorno, Elizabethtown è stata fondata nel 1866 in seguito alla scoperta delle miniere d'oro nella zona e della Mystic Copper Mine. È stata la prima città incorporata nel Nuovo Messico. Fondata dal comandante di Fort Union (a nord di Las Vegas, Nuovo Messico), il capitano William H. Moore, prende il nome da sua figlia, Elizabeth Catherine Moore. Soprannominata "E-Town", al suo apice, nel 1870, contava 7 000 abitanti, e fu designata come capoluogo della neonata contea di Colfax. Nel 1872 erano rimasti solo circa 100 residenti quando le miniere chiusero e il capoluogo della contea fu spostato a Cimarron. La città si riprese un po' quando la Atchison, Topeka and Santa Fe Railroad arrivò nelle vicinanze all'inizio del 1890, rendendo nuovamente possibile l'estrazione mineraria. Il villaggio venne anche coinvolto nella guerra della contea di Colfax. Nel 1903 un grande incendio colpì la città, e, con la chiusura delle miniere nel 1917, portarono al declino la città.
Il serial killer Charles Kennedy viveva tra Elizabethtown e Taos, attirando i viaggiatori stanchi a cenare e stare con lui nella sua cabina; potrebbe aver ucciso 14 o più persone. Kennedy fu ucciso da un gruppo di vigilanti arrabbiati, guidati dal famigerato Clay Allison.